# George Washington Murray
Pour les articles homonymes, voir George Murray et Murray.
George Washington Murray, né le 22 septembre 1853 près de Rembert (États-Unis) et mort le 21 avril 1926 à Chicago (États-Unis), est un homme politique américain des débuts de l’ère progressiste. 
Il représente la Caroline du Sud à la Chambre des représentants des États-Unis de 1893 à 1895, puis de 1896 à 1897, sous l'étiquette républicaine. Seul Afro-Américain à siéger dans les 53e (en) et 54e (en) Congrès, il reste pendant plus de 75 ans le dernier Noir à avoir représenté un État du Deep South à l'échelle nationale.

## Biographie

### Famille
George Washington Murray naît dans une famille d'esclaves travaillant dans une plantation de coton près de Rembert dans le Piedmont. Alors qu'il est encore jeune, ses parents (dont l'identité ne nous ait pas parvenu) décèdent durant la guerre de Sécession. 
Il épouse une femme nommée Ella mais ils divorcent en 1905 lorsque George Washington Murray quitte la Caroline du Sud pour Chicago après avoir été injustement condamné à trois ans de travaux forcés pour forgerie. 
En 1908, il se remarie avec une certaine Cornelia Martin, déjà mère d'une fille (Gaynell) issue d'une autre union. Dans les années 1920, le couple adopte un garçon de dix ans prénommé Donald. 

### Études et profession
Ayant appris à lire et à écrire par ses propres moyens, George Washington Murray commence à enseigner en 1871 et continue de le faire jusqu'en 1874, date à laquelle il s'inscrit à l'université de Caroline du Sud, récemment ouverte aux Noirs par la législature républicaine de l'État. Lorsque les démocrates reprennent le contrôle de l'Assemblée générale de Caroline du Sud en 1877, l'université est de nouveau fermée aux étudiants noirs. George Washington Murray termine donc ses études supérieures à la State Normal Institution de Columbia, une université historiquement noire. Murray retourne ensuite enseigner dans le comté de Sumter, où il aide également les fermiers locaux en développant des technologies agricoles. 
En 1890, il est nommé inspecteur fédéral des douanes au port de Charleston et le reste jusqu'en 1892.

### Carrière politique
Leader de l'Alliance nationale et union coopérative des fermiers de couleur (en) en Caroline du Sud, George Washington Murray rejoint le Parti républicain au tournant des années 1880-1890 et en devient rapidement l'un des membres les plus en vue dans l'État : il est nommé secrétaire du parti pour le comté de Sumter et assiste à plusieurs ses conventions nationales (en) en tant que délégué. 
En 1892, il est candidat aux élections législatives américaines qui se déroulent cette année-là (en) dans le 7ème district de Caroline du Sud (surnommé le « lacet » en raison de sa forme si particulière). Il parvient à se faire élire à la Chambre des représentants des États-Unis en devançant de quarante voix son adversaire démocrate Edwin Warren Moise. En 1893, il gagne le surnom d'« aigle noir républicain » après son discours contre un projet de loi visant à retirer les inspecteurs fédéraux des bureaux de vote, un sujet qui le touche particulièrement puisque les Noirs du Sud comme lui sont victimes de harcèlement et de discrimination pour les empêcher de voter.
En raison d'un redécoupage électoral, George Washington Murray est candidat à sa réélection dans le 1er district de Caroline du Sud en 1894, mais il est battu par le démocrate William Elliott (en), un ancien lieutenant-colonel de l'armée confédérée qui obtient 59,1 % des suffrages exprimés. En 1896, George Washington Murray parvient cependant à faire annuler l'élection de William Elliott pour fraude électorale et récupère son siège au Congrès mais pour quelques mois seulement : le 3 novembre 1896, il est à nouveau battu par ce dernier dans une élection à laquelle aucun Noir (ou presque) n'a pu participer en raison des mesures (modification des conditions de résidence, obligation de se soumettre à un test d'alphabétisation, exigence de propriété de 300 $, poll tax, etc.) introduites peu de temps auparavant par l'Assemblée générale de Caroline du Sud dominée par les démocrates. George Washington Murray retourne à Washington en février 1897 en tant que canard boiteux, essayant désespérément de réduire le nombre de grands électeurs de la Caroline du Sud, affirmant qu'elle n'en mérite plus 9 après avoir rayé près de 100 000 Afro-Américains des listes électorales. Soutenu par le Parti républicain à l'échelle locale, il est cependant lâché par ce dernier à l'échelle nationale de peur que sa protestation n'entache la victoire de William McKinley à l'élection présidentielle si elle venait à aboutir. 
Lors de son exil chicagolais (1905-1926), George Washington Murray est devenu un membre actif du parti républicain de l'Illinois et un allié proche de « Big Bill » Thompson, maire de Chicago entre 1915 et 1923.

### Fin de vie
Après la fin de son mandat à la Chambre des représentants des États-Unis, George Washington Murray est rapidement retourné dans sa ferme du comté de Sumter et à commencer à la louer à différents agriculteurs noirs. En 1903, il est accusé d'avoir falsifié des noms sur un contrat de location. Deux ans plus tard, un jury entièrement blanc le déclare coupable de forgerie et le condamne à trois ans de travaux forcés. Il fait appel, sans succès. Préférant l'exil plutôt que de purger une peine qui résulte selon lui d'un procès discriminatoire (que l'historien John F. Marszalek qualifiera de « whitecapping (en) légal, un moyen de débarrasser la communauté d'un Noir gênant »), il s'en va finalement à Chicago où il demeure jusqu'à la fin de sa vie, en dépit de la grâce accordé par le gouverneur de Caroline du Sud Coleman Livingston Blease (en) en 1915. 
Dans les dernières années de sa vie, il écrit deux livres sur les relations raciales (en) qui sont en fait des compilations de différents discours qu'il a prononcé à travers le pays. 
Le 21 avril 1926, il est happé par un accident vasculaire cérébral. Son éloge funèbre est prononcée par son voisin John R. Lynch (en), un ancien homme politique afro-américain dont l'histoire est très similaire à la sienne. 

## Publications

### Livres
- George Washington Murray, Light in Dark Places, Chicago, 1925
- George Washington Murray, Race Ideals: Effects, Cause and Remedy for Afro-American Race Troubles, Princeton, Smith & Sons Publishing, 1914

### Note
1. ↑  plus précisément jusqu'au 3 janvier 1973, date à laquelle Andrew Young, représentant du 5e district de Géorgie, fait son entrée au Congrès[2].